# Thomas Cushing
Thomas Cushing III (24 de março de 1725 – 28 de fevereiro de 1788) foi um advogado, comerciante e político de Boston, Massachusetts. Ativo na política de Boston, ele representou a cidade na assembleia provincial de 1761 até sua dissolução em 1774, servindo como presidente na câmara baixa na maioria desses anos. Por causa de seu papel como presidente, sua assinatura foi aposta em muitos documentos, protestando contra condições britânicas, levando funcionários em Londres considerá-lo um radical perigoso. Empenhou-se de forma ativa nos entendimentos com Benjamin Franklin, que às vezes pressionou em nome de interesses do legislativo em Londres, buscando maneiras de reduzir as tensões crescentes da Revolução Americana.
Cushing representou Massachusetts no primeiro e segundo congressos continentais, mas foi eliminado quando ele se opôs à independência. Apesar disso, ele permaneceu politicamente ativo depois da independência, continuando a servir no governo do estado. Durante a guerra, ele foi um Comissário responsável pelo aprovisionamento militar, uma posição que ele usou para enriquecer os negócios de família mercante. Ele foi eleito 1º vice-governador em 1780. Politicamente associado ao companheiro, comerciante e governador John Hancock, ele permaneceu vice-governador até sua morte em 1788, exercendo brevemente como governador em 1785 entre a demissão de Hancock e a eleição de James Bowdoin.

## Início de vida
Thomas nasceu em Boston, a capital britânica da Province of Massachusetts Bay, em 24 de março de 1725, o segundo de pelo menos sete irmãos. A família de Cushing, com fortes raízes na província, descende de Deacon Matthew Cushing que emigrou de Norfolk, Inglaterra, para Hingham em 1638. O seu pai, também de mesmo nome Thomas, foi um dos comerciantes mais ricos da cidade, dos principais membros da Old South Church (religião) e membro eleito para oficiais da cidade (selectman). O pai de Thomas foi um frequente moderador de reuniões da cidade e aceitou em nome da cidade de Boston, a outorga do Faneuil Hall (edifício do grande mercado e espaço de reunião pública) de Peter Faneuil em 1742. Atuou na Corte Geral (Assembleia colonial) de Massachusetts de 1731 até 1747 e como seu presidente depois de 1742. Sua mãe, Mary (Bromfield) Cushing (1689–1746) também era de uma proeminente família de Boston.
Thomas iniciou sua educação na Boston Latin School e, em seguida, frequentou a Harvard, onde se graduou em 1744. Estudou direito e foi admitido para a prática legal, depois ele participou dos negócios mercantis de sua família. Em 1 de outubro de 1747, casou com Deborah Fletcher, com quem teve cinco filhos.

## Carreira política
Em 1753 Cushing entrou na política, ganhando a eleição como um selectman (oficiais da cidade) de Boston. Ele continuou no cargo até 1763 e também foi eleito para a Corte Geral em 1761. Ele tornou-se politicamente associado com Samuel Adams e John Hancock, em parte através de sua participação nas discussões políticas em tavernas de Boston. Com Hancock em particular eventualmente formou um relacionamento ao longo da vida, em que o carismático Hancock sempre foi visto como a personalidade política dominante. Ele contribuiu financeiramente para alguns gastos políticos de Hancock, embora ele preferisse ficar em segundo plano e deixar Hancock receber os créditos. Em razão da oposição política com Hancock nos últimos anos, muitas vezes se caracterizou como pouco mais do que um mero mandatário de Hancock.
Quando a guerra francesa e indígena (guerra dos sete anos, travada principalmente entre as colônias da América Britânica e a Nova França) chegou ao fim em 1763, o governo britânico procurou recuperar os custos de desolocamento de tropas nas colônias através da imposição de impostos sobre as colônias. Cushing foi um dos primeiros adversário destes impostos, respaldando sua oposição em termos econômicos, em uma reflexão sobre sua vida como um comerciante. Um observador perspicaz dos laços comerciais ligando as várias partes do Império britânico, ele escreveu em 1763 que os existentes altos débitos de direitos do melaço (pagamento que foi amplamente desrespeitado por comerciantes de New England) teria significativamente prejudicado as economias da Grã-Bretanha, América do Norte e das Índias Ocidentais, em parte por desviar quantidades significativas de divisas escassas pelos direitos. John Adams escreveu sobre Cushing que "ele é estável, constante e ocupado no interesse da liberdade e da oposição, bem como é famoso pelo sigilo e seu talento para a obtenção de inteligência".

### Presidente da assembleia
Em maio de 1766 Cushing foi escolhido para ser o Presidente da assembleia. A assembleia escolheu primeiro James Otis, mas o governador Bernard rejeitou esta escolha, então Cushing foi nomeado como um candidato de compromisso. Durante seu mandato como presidente foi frequentemente um contato com o agente da assembleia em Londres, Benjamin Franklin, ao qual foi dada a tarefa no final de 1770. Além da correspondência oficial, como petições, os dois trocavam opiniões sobre os acontecimentos políticos em suas respectivas áreas e foram amplamente de acordo sobre a necessidade de moderação no trato com o governo britânico. Em 1772, Franklin recebeu cartas de várias pessoas nomeadas reais, incluindo o governador Thomas Hutchinson, quando ele ainda era vice-governador. Com a intenção de desviar a culpa colonial para assuntos da competência do governo britânico e do governador real, Franklin encaminhou estas cartas para Cushing, com instruções específicas que elas apenas foram mostradas para algumas pessoas. Aqueles que viram incluem o radical Samuel Adams, que projetou sua ocasional publicação em 1773. Nas cartas, Hutchinson e o vice-governador Andrew Oliver fizeram sugestões altamente exacerbadas de que as obrigações coloniais precisavam ser resumidos. O escândalo resultante aumentou as tensões políticas em ambos os lados do Atlântico, que resultou em uma petição do conjunto da assembleia que Hutchinson chamou e ocasionou a demissão de Franklin como agente colonial e o seu reconhecimento como "pró-independência" depois que ele foi criticado publicamente por seu papel no caso.
Cushing ocupou o cargo de presidente até que a Assembleia fosse dissolvida em outubro de 1774 pelo governador e General do exército britânico Thomas Gage, que sucedeu a Hutchinson. Membros da assembleia, em seguida, não reconheceram sua autoridade, então sem autorização do governador formaram o Congresso Provincial de Massachusetts. Esta instituição constituiria o governo de fato de Massachusetts até que a constituição do estado foi aprovada em 1780.
Apesar de sua oposição à política britânica Cushing, de início não apoiou fortemente a revolução. Em 1772, juntamente com Hancock, que também logo mostrou-se moderado em sua opinião, recusou-se assumir quando foi chamado para um dos comitês de correspondência de Boston. Apesar de sua falta de ardor revolucionário foi eleito como delegado para o primeiro Congresso Continental, em 1774 e para o segundo em 1775. Ele foi ligado com a causa radical pelas figuras políticas de Londres em parte porque, como presidente da assembleia de Massachusetts, sua assinatura foi aposta em todas as suas petições. Como resultado, foram emitidas ordens ao General Gage em abril de 1775 para a detenção de líderes radicais, incluindo o nome de Cushing. Gage não obedeceu tais ordens de prisão dos líderes e Cushing nunca foi detido.

### Revolução

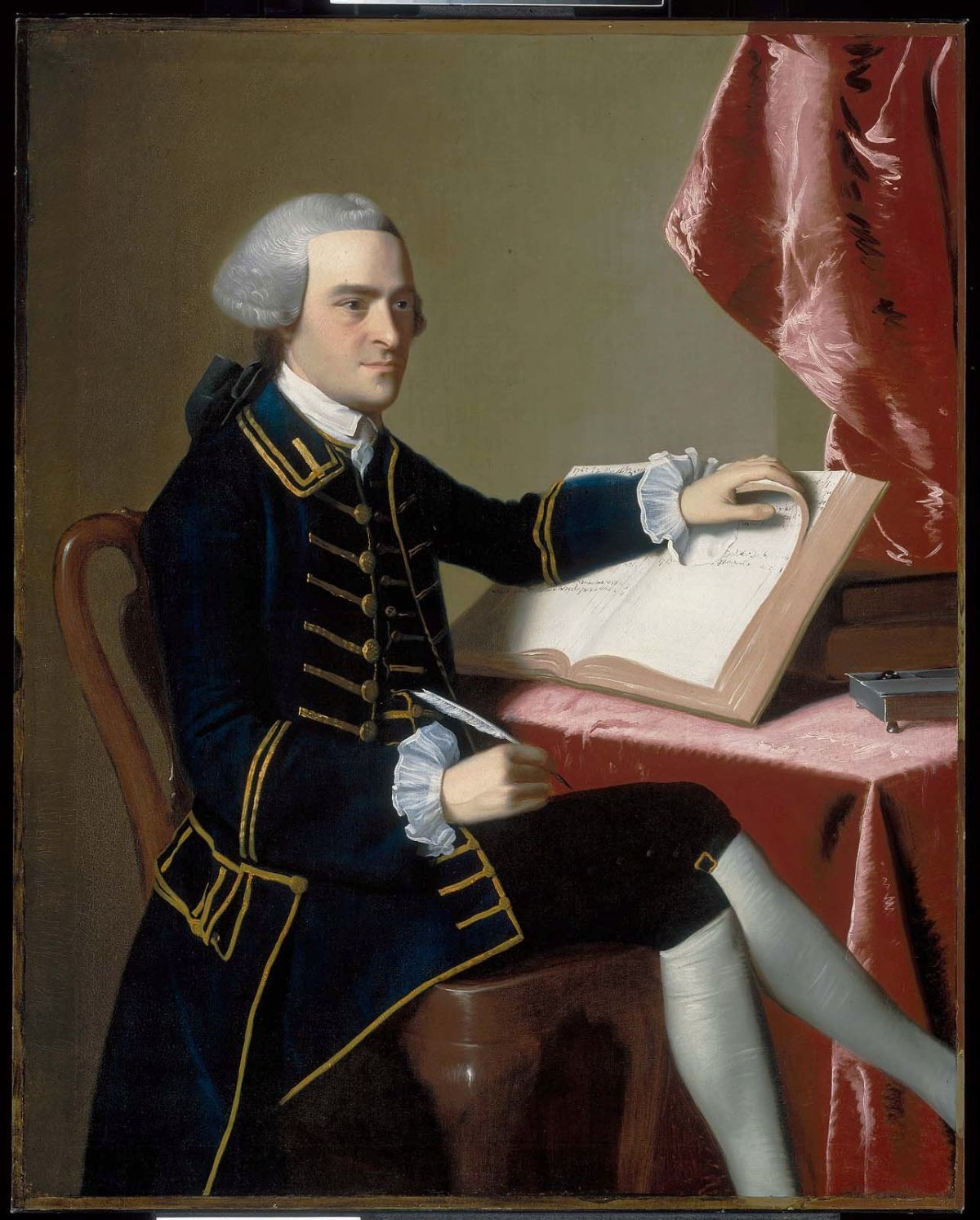
John Hancock, retratado por John Singleton Copley

Cushing continuou a manter uma atitude fraca sobre a independência durante 1775, o que lhe custou seu lugar no Congresso Continental em dezembro de 1775. Depois de uma campanha eleitoral aquecida em que Cushing foi derrotado por Elbridge Gerry, que se mostrou favorável sobre a questão da independência. A perda, que decisivamente aumentou as forças dos pró-independência, a maioria da delegação de Massachusetts, impulsionou Cushing firmemente para aliar-se com Hancock. Cushing continuou sendo contra a independência após seu retorno ao estado de Massachusetts, orquestrando atrasos no processo de votação pelo qual o estado formalmente pediu a declaração de independência.
Hancock tornou-se em seguida o Presidente do Congresso Continental, recompensando a lealdade de Cushing com a nomeação como Comissário dos assuntos marítimos. Neste cargo Cushing supervisionou a aquisição de duas fragatas de 32 canhões para a Marinha Continental. Ele também foi nomeado o comissário chefe responsável pelo fornecimento de tropas de Massachusetts, cargo que ocupou durante vários anos. Em 1780 foi nomeado como um dos chefes Comissários responsáveis pelo fornecimento de tropas francesas em Newport, Rhode Island. Cushing, comportou-se de formar semelhante aos outros comerciantes envolvidos no fornecimento militar, usando dessas posições para enriquecerem substancialmente suas famílias em negócios mercantis, concedendo favoravelmente o preço dos contratos de fornecimento. Ele também estava envolvido nas convenções regionais que tentavam deter o declínio inflacionário no valor do dólar Continental, então definindo o controle de salários e preços. Essas tentativas fracassaram porque Estados se recusaram a implementar as recomendações da Convenção.
Em 1778 Cushing envolveu-se em uma tentativa frustrada de criar uma nova Constituição para o estado. Este esforço foi rejeitado pelos eleitores do Estado, por várias razões, embora continuassem as chamadas das cidades exigindo uma nova Constituição. Cushing não envolveu-se na elaboração detalhada da Constituição do Estado que foi adotada em 1780.

### Vice-governador
Cushing ficou como vice-governador na eleição de 1780. A votação foi indecisa (nenhum candidato recebeu uma maioria dos votos expressos), então a escolha foi dada para o Tribunal decidir. Seu primeiro candidato, James Bowdoin, foi recusado ao cargo, igualmente aconteceu na segunda escolha com James Warren, então a escolha foi para Cushing no terceiro escrutínio. Ele então assumiu o cargo, na maioria das vezes agindo sob os interesses de seu amigo John Hancock, até sua morte em 1788. No início de 1785 Hancock havia oferecido sua renúncia ao legislativo, em parte como uma manobra política (embora ele alegasse questões de saúde por estar sofrendo de gota no momento). O legislador não insistiu para que Hancock permanecesse no cargo, resultando que Hancock realmente renunciou. Cushing tornou-se governador e exerceu os últimos meses do mandato. A eleição para governador de 1785 foi altamente politizada e divisionista. Cushing foi rotulado por seus adversários, principalmente Bowdoin e seus apoiadores, como pouco mais do que um mero mandatário de Hancock, que iria manipular as licitação para Hancock. A eleição novamente ficou indecisa pelo eleitorado. Bowdoin prevaleceu na escolha da Corte Geral e Cushing venceu novamente como vice-governador. Bowdoin exerceu dois mandatos, que foram dominados pela rebelião dos Shays, uma revolta causada em parte pelas políticas fiscais duras de Bowdoin e das más condições econômicas da zona rural do estado. Em 1787 Hancock voltou à política, vencendo Bowdoin. Em cada uma destas eleições Cushing foi reeleito como vice-governador.
Durante seu mandato Hancock e Cushing financiaram a reconstrução de Boston, que havia sido devastada pela ocupação britânica em 1775 até 1776. Embora para Hancock tenha sido dado a maior parte do crédito deste esforço, sabe-se que Cushing desempenhou um papel significativo no esforço de reconstrução.

## Morte e legado
Thomas Cushing morreu em Boston em 28 de fevereiro de 1788, enquanto exercia como vice-governador. Ele foi enterrado em Boston no cemitério Granary Burying Ground. A cidade de Cushing, em Maine foi assim nomeada em sua homenagem.

## Ler também
- Alexander, John (2011). Samuel Adams: the Life of an American Revolutionary. Lanham, MD: Rowman & Littlefield. ISBN 9780742570337. OCLC 678924183

## Fonte da tradução
- Este artigo foi inicialmente traduzido, total ou parcialmente, do artigo da Wikipédia em inglês cujo título é «Thomas Cushing».